# Курувко (Серпецький повіт)
Курувко (пол. Kurówko) — село в Польщі, у гміні Ґоздово Серпецького повіту Мазовецького воєводства.
Населення — 156 осіб (2011).
У 1975-1998 роках село належало до Плоцького воєводства.

## Демографія
Демографічна структура станом на 31 березня 2011 року:
|          | Загалом | Допрацездатний вік | Працездатний вік | Постпрацездатний вік |
| -------- | ------- | ------------------ | ---------------- | -------------------- |
| Чоловіки | 73      | 8                  | 54               | 11                   |
| Жінки    | 83      | 18                 | 41               | 24                   |
| Разом    | 156     | 26                 | 95               | 35                   |